# علي باي بن حسين بن علي
علي باي بن حسين بن علي أو علي باشا أو أبو الحسن علي باشا أو سيدي علي باي الثاني باي تونس من 12 فيفري 1759 إلى 26 ماي 1782، وهو رابع بايات تونس.

## وصلات خارجية
- موقع الحكام: الحسينيون في تونس.
- شبكة التاريخ والجغرافيا: تاريخ تونس - الفترة الأولى من العهد الحسيني نسخة محفوظة 7 أغسطس 2013 على موقع واي باك مشين..
- (بالإنجليزية) العائلات المالكة والحاكمة في أفريقيا وآسيا وأوقيانوسيا وأمريكا: أبو الحسن علي باشا.